# Aufbereitung I
Aufbereitung I ist ein Ortsteil der Gemeinde Hellenthal im Kreis Euskirchen, Nordrhein-Westfalen. Aufbereitung I gilt gleichzeitig als Straßenname.
Der Ortsteil liegt an der Landesstraße 17 unterhalb des Rehberges in einem Waldgebiet. Entlang der L 17 fließt der Bleibach.
Es ist anzunehmen, dass der Name des Ortes von der Aufbereitung abgeleitet worden ist. Ganz in der Nähe liegen einige kleinere Erzbergwerke, u. a. die Grube Wohlfahrt.